# Ercole Rabitti
Ercole Rabitti (* 24. August 1921 in Turin; † 27. Mai 2009 in Ferrara) war ein italienischer Fußballspieler und -trainer.

## Karriere

### Als Spieler
Ercole Rabitti begann seine Karriere in der Jugendabteilung von Juventus Turin. Sein Serie-A-Debüt gab er am 26. Mai 1940 beim 2:1-Sieg gegen den SSC Neapel. 1943 verließ er die Juve und spielte bis 1955 meist bei unterklassigen Vereinen. Zwischen 1948 und 1952 stand Rabitti beim AC Como unter Vertrag, mit dem er von 1949 bis 1952 in der Serie A antrat. Seine erfolgreichste Saison dabei hatte er 1950/51 als der Stürmer elf Tore erzielte.

### Als Trainer
Im Jahr 1961 kehrte Ercole Rabitti als Jugendtrainer zu Juventus Turin zurück. Seine erste Station als hauptamtlicher Trainer war in der Saison 1966/67 Savona Calcio. Der Italiener stieg allerdings in seiner ersten Saison mit dem Klub äußerst knapp aus der Serie B ab. Im Oktober 1969 folgte Ercole Rabitti dem entlassenen Luis Carniglia als Trainer von Juventus Turin und führte den piemontesischen Klub auf Rang drei der Serie A. In der Saison 1979/80 beerbte Rabitti Luigi Radice als Trainer von Torino Calcio und erreichte mit der Mannschaft das Finale der Coppa Italia, in dem man sich erst nach Elfmeterschießen dem AS Rom geschlagen geben musste. Im Verlauf der folgenden Spielzeit wurde Ercole Rabitti beim Toro entlassen.
Ercole Rabitti starb am 28. Mai 2009 im Alter von 87 Jahren.